# Dardurus silvaticus
Dardurus silvaticus là một loài nhện trong họ Amaurobiidae.
Loài này thuộc chi Dardurus. Dardurus silvaticus được Hugh Davies miêu tả năm 1976.